# Mehetweret
Mehetweret (mḥ.t-wr.t) ókori egyiptomi istennő. Neve jelentése: „nagy áradás”. Már a Piramisszövegekben említik. Szinte kizárólag tehén formában ábrázolják. A teremtés ősvizéből emelkedett ki, majd megszülte Ré napistent, akit napkorongként a fejére helyezett, szarvai közé. Ő jelképezte az égen lévő utat, melyen Ré hajózott; emiatt égistennőként is tisztelték. Gyakran azonosították Neithhel, később Ízisszel is; a Halottak könyvében Ré szemeként említik Hathorral együtt.
Saját kultusza nem volt, de a teremtésben játszott szerepe miatt a halotti irodalomban és ábrázolásokon gyakran szerepel.

## Ikonográfiája
Újbirodalmi sírdíszítéseken és temetkezési papiruszokon szent tehénként ábrázolják, gyékényen térdel, szarva közt a napkorongot tartja, mögötte jogar emelkedik, ami isteni valóját jelképezi. Tutanhamon sírjában valószínűleg őt ábrázolja az az ágy, amelyiken két, fején napkorongot viselő tehénalak látható kétoldalt; itt Ízisz-Mehetként azonosítják.